# Licuala flavida
Licuala flavida är en enhjärtbladig växtart som beskrevs av Henry Nicholas Ridley. Licuala flavida ingår i släktet Licuala och familjen Arecaceae. Inga underarter finns listade i Catalogue of Life.